# إد لوبيز
إد لوبيز (بالإنجليزية: Ed Lopez)‏ هو سياسي أمريكي، ولد في 26 يونيو 1974 في سان خوان في الولايات المتحدة. حزبياً، نشط في الحزب الجمهوري.